# Séculos Escuros
Dopo il fulgore socio-culturale che visse la Galizia nel Medioevo, in special modo durante i secoli XIII e XIV, si arriva a una situazione di decadenza complessiva a tutti i livelli. Questo lungo periodo che va dal XVI fino a buona parte del XVIII, è noto come periodo dei séculos escuros (lett. secoli bui o secoli oscuri)  durante i quali la letteratura galiziana entra in un periodo di decadenza e la lingua perde il suo uso nei registri ufficiali. 

## Antefatto

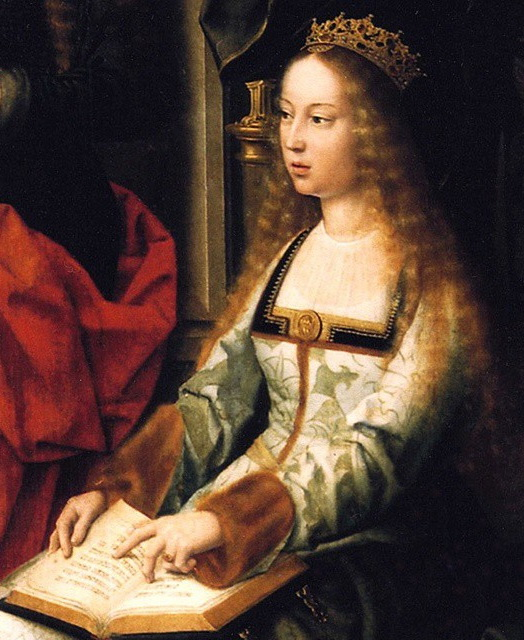
Isabella la Cattolica; durante il suo regno mise in atto la politica di "addomesticamento e castrazione del regno di Galizia"

Le cause concomitanti che hanno portato a questo stadio di regressione socio-culturale e socio-politica sono dovute a diversi fattori. Già dal XIII secolo la Galizia venne di fatto ad essere integrata nel Regno di Castiglia da dove affluiva la classe dirigente di lingua e cultura castigliane. Gli stessi galiziani per mantenersi al potere o accedere alle cariche amministrative e/o ecclesiastiche dovevano avere come prerequisito indispensabile la conoscenza della lingua castigliana. Il fattore decisivo però fu senz'altro il periodo turbolento di lotte interne e dinastiche dove la nobiltà galiziana schierandosi dalla parte sbagliata, e perciò perdente, finisce per trovarsi estromessa dal potere decisionale e amministrativo, sostituita poi in questo dalla nobiltà castigliana. Questi continui conflitti che martoriarono l'intera regione si possono sintetizzare nei seguenti:
1. Lotta per la successione al trono tra Pietro I, detto “il Crudele”, ed Enrico di Trastámara[1]:
2. Le guerre irmandiñe, ovvero le rivolte popolari contro la nobiltà locale. Esse furono due:
- La prima guerra irmandiña (Irmandade Fusquenlla), (1431):
- Seconda guerra irmandiña (1467 – 1469):
3. Lotta per la successione tra Isabella e Giovanna, detta “a Beltranexa”.

Quest'ultimo conflitto fu quello che ebbe conseguenze più disastrose per la Galizia. Con la salita al potere di Isabella, la nobiltà galiziana paga lo scotto per aver favorito la parte avversa e viene ad essere sostituita così dalla nobiltà castigliana, in un processo che Zurita chiama “addomesticamento e castrazione del Regno di Galizia”. 
Alcuni altri fattori determinati furono l'assenza di una borghesia autoctona capace di dare impulso all'economia e alla cultura del paese e la diminuzione della popolazione galiziana.
Tutti questi fattori convergono e si sommano, allo stesso tempo, a un altro fattore decisivo: sebbene durante tutto il Medioevo la Galizia vivesse in uno stato di fatto di semi-indipendenza, è certo che quando si andava approssimando il crepuscolo medievale, il paese galiziano mancava di un suo monarca - dopo la definitiva unione di Galizia-León e Castiglia nel 1230 - e di istituzioni sue proprie. Vale a dire, la Galizia appare in questo periodo come uno dei tanti regni che formano la corona di Castiglia. Ora la monarchia si avviava verso l'assolutismo centralizzandosi nel territorio castigliano, e l'assenza di un potere centrale galiziano organizzato che potesse servire da contrappeso determinò la rimozione dei luoghi decisionali e, dunque, una netta perdita nella capacità di influenza. La Galizia restava così come un regno sempre più distante e decisamente marginale nei progetti di una monarchia che, incentrata sulla Castiglia, vive momenti di espansione imperiale.

## Decadenza della lingua
In seguito a questa dura repressione e sottomissione politica si realizza anche la decadenza letteraria e linguistica. La lingua che usano i funzionari (anche galiziani) dell'amministrazione in generale è il castigliano. Gli incarichi civili ed ecclesiastici più importanti si vengono dunque a trovare tutti in mani di persone non galleghe e il galiziano viene a perdere definitivamente il suo primato di lingua colta e delle classi altocate per essere esclusivo appannaggio delle classi analfabete e lavoratrici, ridotta al solo uso orale nell'ambito del quotidiano. Se da un lato la nobiltà galiziana viene ad essere di fatto soppressa, la Chiesa galiziana ne esce rafforzata come strumento nelle mani del potere centrale, contribuendo ancor più alla marginalizzazione del galiziano a favore del castigliano, in quanto depositaria e dispensatrice della cultura e del sapere e soprattutto dell'istruzione. Oltre tutto, la Controriforma anche in Galizia e nel resto della Spagna ebbe un forte impatto culturale e la lingua stessa ne restò soffocata per il fatto che, la Chiesa romana, contrariamente alla Riforma protestante, si opponeva alla volgarizzazione dei testi e del rituale religioso.

## Usi della lingua galiziana
Allorché il Portogallo inizia la sua espansione, la cultura galiziana scompare e comincia il cosiddetto auto-odio, il disprezzo per la propria lingua non solo da parte dei galiziani, ma anche dei portoghesi i quali consideravano il galiziano una varietà del castigliano. La lingua galiziana, nella sua variante galiziano-portoghese, che aveva fatto cultura e fortuna con i suoi trovatori, rinomata in tutta la penisola iberica, durante questo lungo periodo plurisecolare (XVI, XVII e XVIII) finisce per essere considerata non adatta né alla letteratura né alla cultura in genere, mentre il suo uso scritto sparisce dappertutto (oltre che nella letteratura anche nelle pratiche amministrative e giuridiche, come abbiamo visto). Al contrario, il castigliano e il portoghese si incamminano ormai verso un processo di fissazione e codificazione, che conferirà loro dignità di lingue di cultura. Tuttavia, seguiterà ad essere perlopiù il mezzo normale di comunicazione orale usato dal 95% della popolazione. Né l'ideologia dominante, né i mezzi a disposizione del potere centrale, riuscirono a determinare l'unificazione linguistica dei diversi regni della monarchia ispanica.
In realtà, l'uniformazione veniva a realizzarsi solo tra gli stati sociali dominanti; ma nel XIX secolo e nel XX, all'interno dello stato liberale e nei suoi processi di universalizzazione - giustizia, amministrazione, scuola, mezzi di comunicazione... - assisteremo a un processo deciso a realizzare l'unità linguistica del nascente Stato spagnolo.
Ad ogni modo, la coscienza - in Galizia - del "castigliano come lingua dei potenti" /vs/ il "galiziano lingua degli strati popolari" e inoltre del "castigliano come lingua scritta" /vs/ il "galiziano come lingua esclusivamente di uso orale" nasce esattamente durante questo lungo stadio [buio] e sarà cruciale per la comprensione dei processi diglossici giunti fino ai nostri giorni.
Lo studioso Xosé Ramón Freixeiro Mato, nonostante i pochi dati esistenti, parla di tre gruppi sociali nella Galizia per quanto concerne il suo comportamento linguistico: 
- un ridotto gruppo monolingue in castigliano al vertice del potere politico-religioso,
- un gruppo bilingue autoctono integrato nell'apparato del potere e
- una maggioranza monolingue in galiziano.

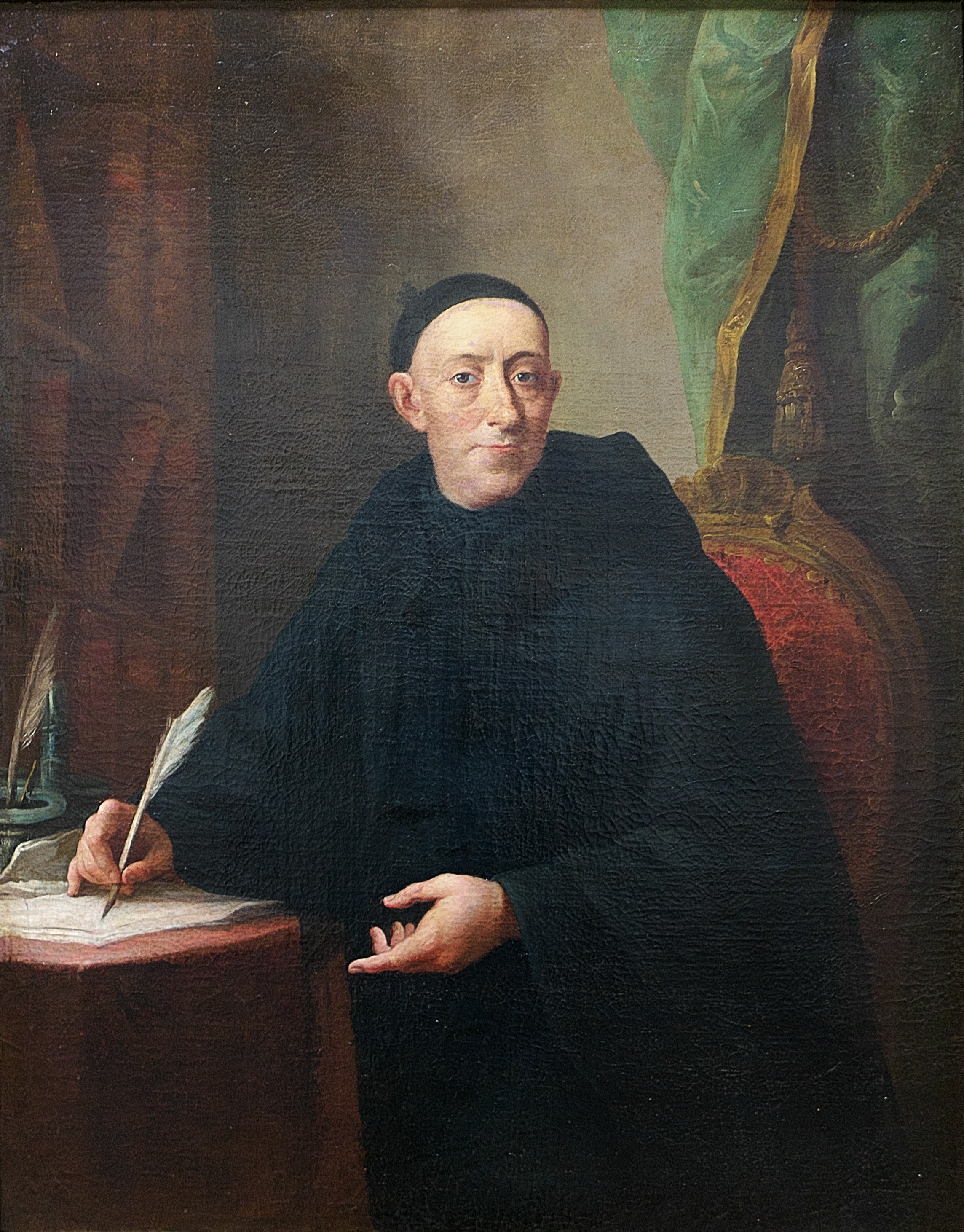
Padre Feijoo, uno degli illuministi galiziani.

Henrique Monteagudo segnala che il primo gruppo attrarrà al castigliano gli strati sociali che cercheranno l'ascesa, e questa estensione orizzontale continuerà fino al XVIII secolo, e andrà decrescendo solo a partire dal XIX e ancor più nel XX secolo.
Paradossalmente il Siglo de Oro della letteratura castigliana viene a coincidere con il periodo più buio della storia della letteratura galiziana. Ma nonostante tutto, in galiziano sono stati scritti alcuni documenti, lettere e pochi esempi letterari che ci permettono di avere una nozione della lingua dell'epoca. Dalla fine del XVI secolo e primi del XVII si conoscono varie lettere dirette a Diego Sarmiento de Acuña, conte di Gondomar, come per esempio quella che gli inviò don Diego Sarmiento di Sotomayor, dicendogli nel 1605: 
E anche attraverso l'osservazione delle lettere, sappiamo che una parte dell'aristocrazia galiziana conosceva male il castigliano e utilizzava il gallego come lingua familiare e quotidiana.

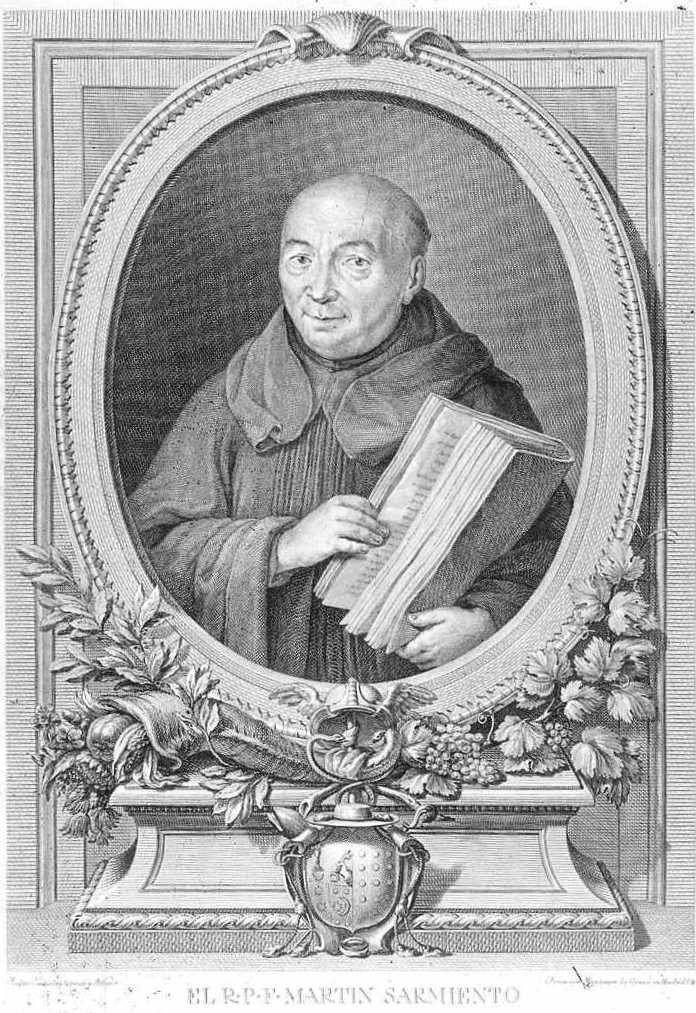
Martín Sarmiento

Il vuoto lasciato dalla letteratura erudita, viene colmato in qualche misura dalla lirica popolare, il più delle volte trasmessa oralmente: cantigas de berce, cantares de cego, entroidos (carnevali), adiviñas (indovinelli), lendas (leggende), romances, contos (racconti), farsas (farse), ecc.
Nel XVIII secolo si creano istituzioni quali la Academia de Agricultura do Reino de Galicia e le Sociedades Económicas de Amigos do País che offrono proposte per rinnovare la vita economica, sociale e culturale, onde alleviare o risolvere la preoccupante situazione di sottosviluppo in cui versava la Galizia denunciata dagli ilustrados. 
Tra questi emerge prepotente la figura del religioso Martín Sarmiento, personaggio poliedrico (linguista, bibliofilo, naturalista, pedagogo, ...), che avverte il problema linguistico, semantico e di comunicazione del galiziano come causa di ritardo socio-culturale della sua patria. Tenace sostenitore dell'ufficializzazione del galiziano, era fermamente convinto del fatto che i fanciulli dovessero imparare nella stessa lingua che parlavano a casa, promuovendo l'uso del galiziano nella scuola, nelle chiese, nell'amministrazione civile e giudiziaria. 
Accanto a Martín Sarmiento troviamo altri due importanti religiosi come Padre Feijoo, il primo a rigettare la condizione di dialetto per il galiziano, e padre Sobreira, continuatore dell'opera lessicografica di Sarmiento, che considerava necessario per il galiziano il raggiungimento di uno status simile alle altre lingue della penisola iberica.
La sua opera costituì un richiamo di attenzione alla problematica linguistica che si viene a manifestare in tutta la sua portata nella seconda metà del XIX secolo.